# میرزا مهدی ناجی
میرزا مهدی ناجی (به ترکی آذربایجانی: Mirzə Mehdi Naci) هنرمند ترکی آذربایجانی‌زبان سده ۱۹ میلادی. میرزا مهدی در تاریخ ۱۸۰۵ دورانی که گنجه زیرمجموعه شهرهای ایران در دوران قاجاریه بود، زاده شد، وی در طول مدت عمر خویش شاعر، نقاش و خطاط بود که در تاریخ ۱۸۸۲ درگذشت و در تربه امامزاده شهر گنجه دفن شد.